# Liste der indischen Monuments of National Importance
Dies ist eine Liste der indischen Monuments of National Importance, d. h. der Denkmäler Indiens von nationaler Bedeutung.
Der Archaeological Sites and Remains Act, 1958 definiert ein „Ancient Monument“ wie folgt:

„In the AMASR Act ancient monument means any structure, erection or monument, or any tumulus or place of interment, or any cave, rock-sculpture, inscription or monolith which is of historical, archaeological or artistic interest and which has been in existence for not less than one hundred years [...]“

Ein „Monument of National Importance“ wird vom Archaeological Survey of India bestimmt und schließt folgende ein:
1. The remains of an ancient monument
2. The site of an ancient monument
3. The land on which there are fences or protective covering structures for preserving the monument
4. Land by means of which people can freely access the monument

## Liste der Denkmäler
Der Archaeological Survey of India bestimmt die nationalen Denkmäler (National Important Monuments). Es gibt auch Denkmallisten auf der Bundesstaatsebene (State Protected Monuments). Die indische Zentralregierung unterhält die nationalen Denkmäler, während die jeweiligen Bundesstaatsregierungen die Denkmäler der einzelnen indischen Bundesstaaten unterhalten.
| Monuments of Importance des Archaeological Survey of India | Monuments of Importance des Archaeological Survey of India | Monuments of Importance des Archaeological Survey of India |
| Region                                                     | National Importance Monuments                              | State Protected Monuments                                  |
| ---------------------------------------------------------- | ---------------------------------------------------------- | ---------------------------------------------------------- |
| Andhra Pradesh                                             | Liste                                                      | Liste                                                      |
| Arunachal Pradesh                                          | Liste                                                      | Liste                                                      |
| Assam                                                      | Liste                                                      | Liste                                                      |
| Bihar                                                      | Liste                                                      | Liste                                                      |
| Chhattisgarh                                               | Liste                                                      | Liste                                                      |
| Daman und Diu                                              | Liste                                                      |                                                            |
| Delhi                                                      | Liste                                                      | Liste                                                      |
| Goa                                                        | Liste                                                      | Liste                                                      |
| Gujarat                                                    | Liste                                                      | Liste                                                      |
| Haryana                                                    | Liste                                                      | Liste                                                      |
| Himachal Pradesh                                           | Liste                                                      | Liste                                                      |
| Jammu and Kashmir                                          | Liste                                                      | Liste                                                      |
| Jharkhand                                                  | Liste                                                      | Liste                                                      |
| Karnataka                                                  | Liste                                                      | Liste                                                      |
| Kerala                                                     | Liste                                                      | Liste                                                      |
| Lakshadweep                                                | Liste                                                      |                                                            |
| Madhya Pradesh                                             | Liste                                                      | Liste                                                      |
| Maharashtra                                                | Liste                                                      | Liste                                                      |
| Manipur                                                    | Liste                                                      | Liste                                                      |
| Meghalaya                                                  | Liste                                                      | Liste                                                      |
| Mizoram                                                    |                                                            | Liste                                                      |
| Nagaland                                                   | Liste                                                      |                                                            |
| Odisha                                                     | Liste                                                      | Liste                                                      |
| Puducherry                                                 | Liste                                                      |                                                            |
| Punjab                                                     | Liste                                                      | Liste                                                      |
| Rajasthan                                                  | Liste                                                      | Liste                                                      |
| Sikkim                                                     | Liste                                                      | Liste                                                      |
| Tamil Nadu                                                 | Liste                                                      | Liste                                                      |
| Telangana                                                  | Liste                                                      | Liste                                                      |
| Tripura                                                    | Liste                                                      | Liste                                                      |
| Uttar Pradesh                                              | Liste                                                      | Liste                                                      |
| Uttarakhand                                                | Liste                                                      | Liste                                                      |
| West Bengal                                                | Liste                                                      | Liste                                                      |